# Olympia Boekarest
Olimpia Boekarest was een Roemeense voetbalclub uit de hoofdstad Boekarest.

## Geschiedenis
De club werd opgericht in 1904 door Duitse en Roemeense fabrieksarbeiders. Later sloten studenten zich nog bij de club aan. 
In 1909/10 werd het eerste officiële kampioenschap uitgeschreven. Olimpia nam deel samen met Colentina Boekarest en United AC Ploiești. De club won met 2-1 van Colentina. De wedstrijd tegen United AC werd niet gespeeld en Olimpia werd hierop tot kampioen uitgeroepen. 
Het volgende seizoen kon de club de titel verlengen. Hierna verloor de club aan macht, een aantal spelers vertrokken naar Colentina en anderen speelden liever rugby in plaats van voetbal. Dit weerspiegelde zich in de competitie, waar de club nu geen rol meer van betekenis meer speelde. In 1915 hief de club zichzelf op.
In 1921 werd de club heropgericht en slaagde er in 1927/28 in om opnieuw deel te nemen aan de eindronde om het kampioenschap. Na twee voorrondes trad de club in de kwartfinale aan tegen Colțea Brașov en verloor met 2-3. Hierna kon de club zich niet meer plaatsen voor de eindronde. 
Na de start van de huidige competitie in 1932/33 speelde de club zelfs in de derde klasse. In 1940/41 speelde de club in de tweede klasse. Na de Tweede Wereldoorlog werd de club ontbonden.

## Erelijst
Landskampioen
1910, 1911